# Maurice Bunyan
Maurice Taylor Bunyan (ur. 14 października 1894 w Brimington, zm. 12 grudnia 1967 w Nottingham) – angielski piłkarz i trener.

## Życiorys
Był synem Charlesa seniora i bratem Charlesa juniora. Wraz z bratem przeniósł się do Belgii, gdzie ich ojciec był trenerem Racing Club de Bruxelles. Został piłkarzem tego klubu. W jego barwach rozegrał 158 spotkań zdobywając 150 bramek. W sezonie 1911/1912 i 1913/1914 został królem strzelców Eerste klasse. 
W 1914 wrócił do Wielkiej Brytanii i zaciągnął się do wojska. Po wojnie wziął udział w igrzyskach olimpijskich w 1920 w Antwerpii. Wystąpił w jedynym meczu Wielkiej Brytanii na tych igrzyskach, przegranym z Norwegią 1:3.
W latach 1923–1925 występował w Stade Français. W sezonie 1935–1936 był trenerem tego klubu, a w latach 1945–1947 trenował zespół Girondins Bordeaux.